# Piñera (Uruguay)
Piñera est une ville de l'Uruguay située dans le département de Paysandú. Sa population est de 118 habitants.

## Histoire
Piñera a été fondée en 1907.

## Population
| Année | Population |
| ----- | ---------- |
| 1963  | 313        |
| 1975  | 261        |
| 1985  | 189        |
| 1996  | 193        |
| 2004  | 118        |

Référence,.

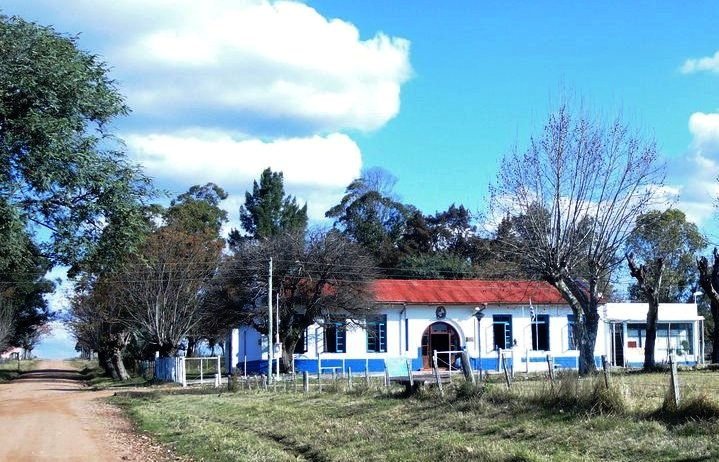
École 17 "José María Firpo"
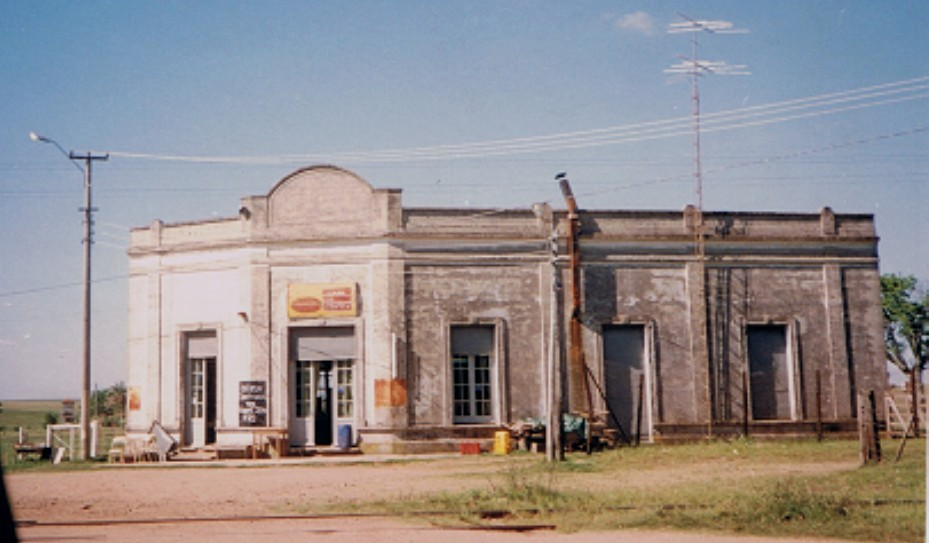
Stockez de Ramos Generales
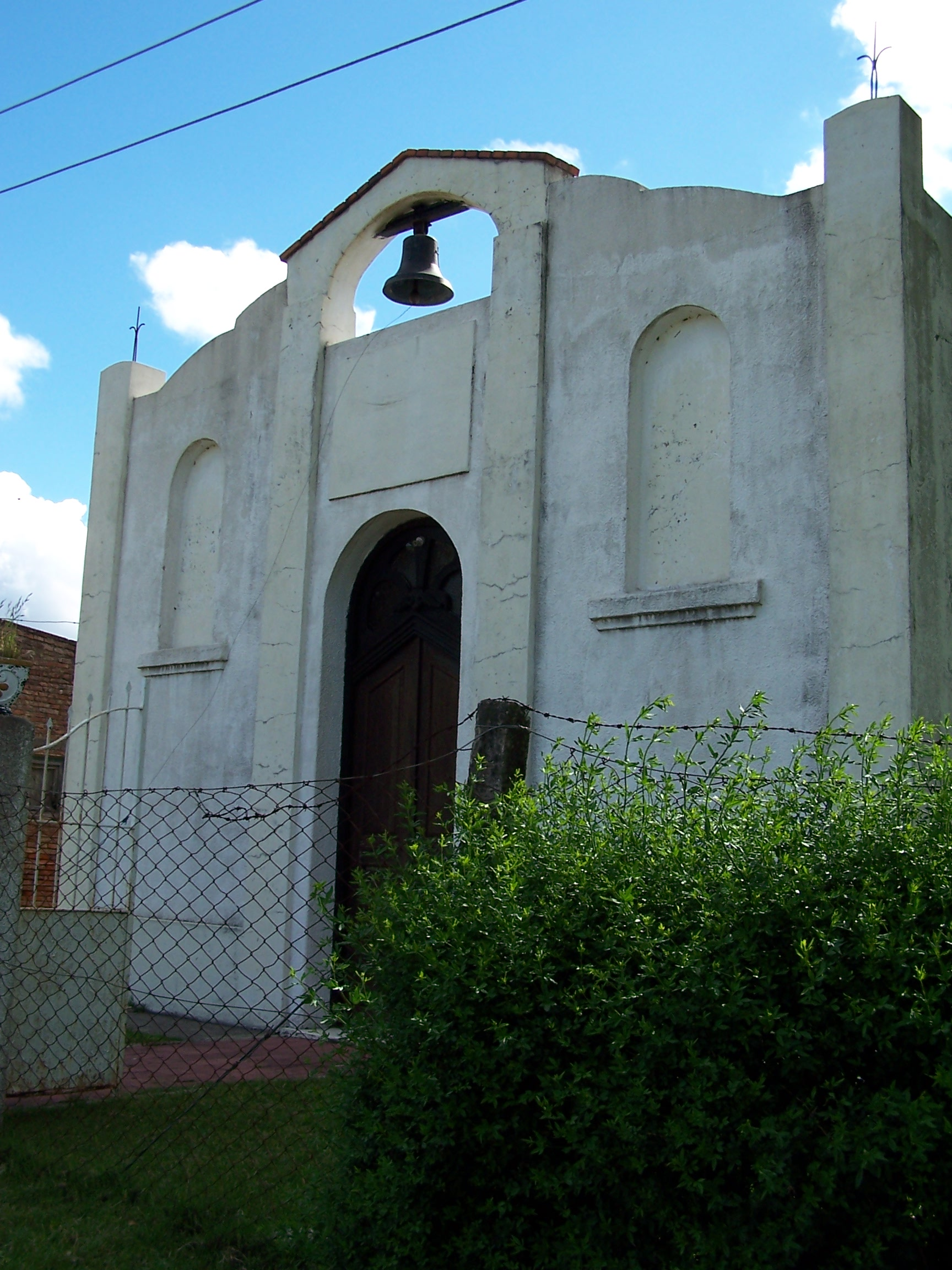
Chapelle Marie Auxiliatrice